# 베른트 클뤼버
베른트 클뤼버(독일어: Bernd Clüver, 1948년 4월 10일 ~ 2011년 7월 28일)는 독일의 슐라거 가수이다.